# Grit Boettcher
Pour les articles homonymes, voir Boettcher.
Grit Boettcher (Berlin, 10 aout 1938) est une actrice allemande.

## Filmographie

### Cinéma
- 1963 : Le Crapaud masqué
- 1965 : Corrida pour un espion
- 1967 : Le Moine au fouet (Der Mönch mit der Peitsche)
- 1968 : L'Homme à la Jaguar rouge
- 1971 : Der scharfe Heinrich (de)

### Télévision
- 1961 : Stahlnetz : Saison (de)
- 1966 : Die Gentlemen bitten zur Kasse (de)
- 1972 : Der Kommissar
- 2008 : Petit Arrangement amoureux